# John Dowland
John Dowland (1563 - 1626) là một nhạc sĩ, ca sĩ, nghệ sĩ đàn luýt người Anh. Ông là một trong những nghệ sĩ đàn luýt lớn nhất và có ảnh hưởng nhất.

## Cuộc đời sự nghiệp
Ít được biết đến của cuộc sống đầu của John Dowland, ông thường được cho rằng sinh ra ở Luân Đôn. Nhà sử học Ai-len tuyên bố rằng ông sinh ra ở Dalkey, gần Dublin. Năm 1580, ông đến Paris. Cũng vào thời điểm này ông trở thành người Công giáo La mã. Năm 1584, ông trở lại nước Anh.
Từ 1598, Dowland làm việc tại triều đình vua Christian IV của Đan Mạch, mặc dù ông tiếp tục xuất bản ở London và ông được trả lương cao nhất tại đây. Năm 1606, ông trở lại Anh Vào đầu năm 1612, ông trở thành một trong những nghệ sĩ đàn luýt của vua James I
Hai ảnh hưởng lớn đến âm nhạc của Dowland là những bài hát phối ngẫu và nhạc khiêu vũ. Hầu hết các tác phẩm của ông đều là các sáng tác cho đàn luýt.. Bao gồm một số cuốn sách về các tác phẩm độc tấu cho đàn luýt, lute song, các tác phẩm nhạc đệm và một số tác phẩm phối ngẫu hứng với đàn luýt.

## Ấn phẩm
Năm 1597, ông công bố First Book of Songs ở Luân Đôn. Đây là một trong những ấn phẩm âm nhạc có ảnh hưởng và quan trọng nhất trong lịch sử âm nhạc phát triển của đàn luýt. Bộ sưu tập này của lute song bao gồm các tác phẩm solo và dàn nhạc cho luýt.
Dowland xuất bản hai cuốn sách các bài hát sau First Book of Songs vào năm 1600 và 1603, cũng như Lachrymae năm 1604. Tác phẩm cuối cùng của ông là A Pilgrimes Solace xuất bản năm 1612, theo ý kiến của nhiều học giả đây là tác phẩm hay nhất của ông.